# Unterseeboot 870
L'Unterseeboot 870 (ou U-870) est un sous-marin allemand utilisé par la Kriegsmarine pendant la Seconde Guerre mondiale.

## Historique
Après sa formation à Stettin en Allemagne au sein de la 4. Unterseebootsflottille jusqu'au 30 septembre 1944, l'U-870 est affecté à la formation de combat 33. Unterseebootsflottille à Flensbourg à partir du 1er octobre 1944.
L'U-870 est coulé le 30 mars 1945 à Brême par des bombardements américains.

## Affectations successives
- 4. Unterseebootsflottille du 3 février 1944 au 30 septembre 1944
- 33. Unterseebootsflottille du 1er octobre 1944 au 30 mars 1945

## Commandement
- Korvettenkapitän Ernst Hechler du 3 février 1944  au 30 mars 1945

## Navires coulés
L'U-870 a coulé deux navires de guerre pour un total de 1 960 tonneaux, endommagé un autre navire de guerre de 1 400 tonneaux et détruit deux autres navires pour 11 844 tonneaux au cours de son unique patrouille.
| Navires coulés par le U-870 |                     |             |         |        |
| Date                        | Navire              | Pavillon    | Tonnage | Convoi |
| 20 décembre 1944            | USS LST-359         | États-Unis  | 1 625 t |        |
| 3 janvier 1945              | Henry Miller        | États-Unis  | 7 207 t | GUS-63 |
| 9 janvier 1945              | FFL L´Enjoue (W 44) | France      | 335 t   | GC-107 |
| 10 janvier 1945             | Blackheath          | Royaume-Uni | 4 637 t | KMS-76 |

## Sources
- U-870 sur Uboat.net